# HD 95086
HD 95086 es una estrella presecuencia principal a unos 282 años luz (86 pársecs) de distancia. Su temperatura superficial es 7750 ± 250 K. HD 95086 tiene algo de deficiencia de metales en comparación con el Sol, con un índice de metalicidad Fe/H de −0,25 ± 0,5 (~55%), y es mucho más joven con una edad de 13,3 millones de años. Originalmente se pensó que era parte de la asociación estelar de Scorpius-Centaurus, hasta que se descubrió, utilizando datos de Gaia, que la estrella podría ser parte de la asociación Carina.
Los estudios de multiplicidad no detectaron ningún compañero estelar de HD 95086 en 2013.